# Murder by Death
Murder by Death es una banda de indie rock estadounidense, oriunda de Bloomington, Indiana.

## Historia
A medida de su evolución han cambiado considerablemente su estilo. Han editado 14 discos de estudio (con diferentes casas discográficas) hasta hoy. El tema "The Devil in Mexico" cuenta con la participación especial de Gerard Way, vocalista de My Chemical Romance al igual que Geoff Rickly de Thursday aporta su voz en la pista siguiente "Killbot 2000". El nombre de la banda se debe a Un cadáver a los postres ("Murder by death" en inglés). Los conceptos de sus discos son ocasionalmente sobre distintos en cuanto a cada disco "Big Dark Love" trata el tema del amor desde distintos puntos, "Lonesome Holiday" La Navidad y así tomando un aspecto único y temas bastante complejos y Variado . Han tenido una gran evolución con el pasar de los años siendo su más nueva producción "Spell/Bound" Además de cambiar sus temas en cada disco este destaca por la Entrada de Una violinista a la Banda y nuevos sonidos psicodélicos aumentando un poco su fama y trayendo nuevas joyas como "Everything Must Rest" o como "Never be"

## Estilo
Murder by Death toca una variedad de música que incluye música instrumental, rock y country alternativo. La banda usa el violonchelo (con un violonchelo eléctrico para los shows en vivo) para crear un sonido gótico con ocasionales referencias western.
A su vez, combinan temas como el whisky y el diablo en álbumes conceptuales. Por ejemplo, el segundo álbum de la banda, Who Will Survive, and What Will Be Left of Them? describe una historia en la que el diablo declara la guerra a un pequeño pueblo en México.

## Miembros
Actuales
- Adam Turla – voces, guitarras, teclados (2000–presente)
- Sarah Balliet – chelo, teclados (2000–present)
- Dagan Thogerson – drums, percusión (2007–presente)
- David Fountain – piano, percusión, mandolina, banjo, guitarra lap steel, trompeta, acordión, coros (2013–presente)
- Tyler Morse – bajo, coros (2016–presente)
- Emma Tiemann – violín (2020–presente)

Anteriores
- Vincent Edwards – teclados, samples (2000–2004, 2008, 2014)
- Alex Schrodt – batería, percusión (2000–2007)
- Scott Brackett – teclados, acordión, corneta, theremín, mandolina, coros (2011–2013)
- Matt Armstrong – bajo (2000–2016)

## Discografía
- Like The Exorcist, But More Breakdancing (2002; lanzado cómo Little Joe Gould)
- Who Will Survive, and What Will Be Left of Them? (2003)
- In Bocca al Lupo (2006)
- Red of Tooth and Claw (2008)
- Good Morning, Magpie (2010)	US #200
- Bitter Drink, Bitter Moon (2012) US #76
- Big Dark Love (2015) US #130
- The Other Shore (2018) US #170
- Lonesome Holiday (2020)
- Spell / Bound (2022)
- As We Wish (2023)